# Землетрясение на острове Бохоль (2013)
В 8:12:31 PST (0:12:31 UTC) 15 октября 2013 года на острове Бохоль в одноимённой провинции Филиппин произошло землетрясение. Магнитуда составила 7,2, а глубина очага — 12 километров. Землетрясение затронуло весь регион Центральных Висайи, в особенности Бохоль и Себу, и ощущалось на всей территории Висайи и вплоть до острова Масбате на севере и Котабато на юге Минданао.
Согласно официальным отчётам Национального совета по снижению риска бедствий и управлению ими, погибло 222 человека, 8 пропали без вести и 976 человек получили ранения. В общей сложности было повреждено более 73 000 сооружений, из которых более 14 500 были разрушены.
Землетрясение стало самым смертоносным на Филиппинах с 1990 года, когда произошло землетрясение на острове Лусон. Энергия, выделившаяся в результате землетрясения, была эквивалентна 32 бомбам, сброшенным на Хиросиму. Ранее Бохоль также пострадал от землетрясения 8 февраля 1990 года, которое повредило несколько зданий и вызвало цунами. Помощь пострадавшим районам существенно затруднилась тайфуном Хайян, который обрушился на регион всего через три недели после землетрясения.

## Геология
Первоначально считалось, что эпицентр землетрясения находился в 2 километрах к востоку от муниципалитета Кармен провинции Бохоль, вызванного Восточно-Бохольским разломом. Однако, по данным Филиппинского института вулканологии и сейсмологии, землетрясение магнитудой 7,2 могло быть вызвано ранее не обнаруженным разломом, пересекающим Бохол с востока на северо-восток-запад-юго-запад параллельно северо-западному побережью острова. Это особенно хорошо заметно по расположению эпицентров последующих афтершоков.

Исслдеования показали связь землетрясения с ранее не нанесённым на карты Северо‐Бохольским разломом. Прокладка траншей поперёк разлома в четырёх местах не только позволила выявить геометрию и кинематику разлома, но и показывает, по крайней мере, один или два разрыва грунта до землетрясения 2013 года. Наземное геологическое картирование и профили сейсмического отражения на шельфе демонстрируют нахождение на острове складчато‐надвигового пояса с северо‐востока на юго‐запад, по которому, вероятно, распространяется деформация, связанная с региональным укорочением бассейна Висайского моря в центральной части Филиппин.

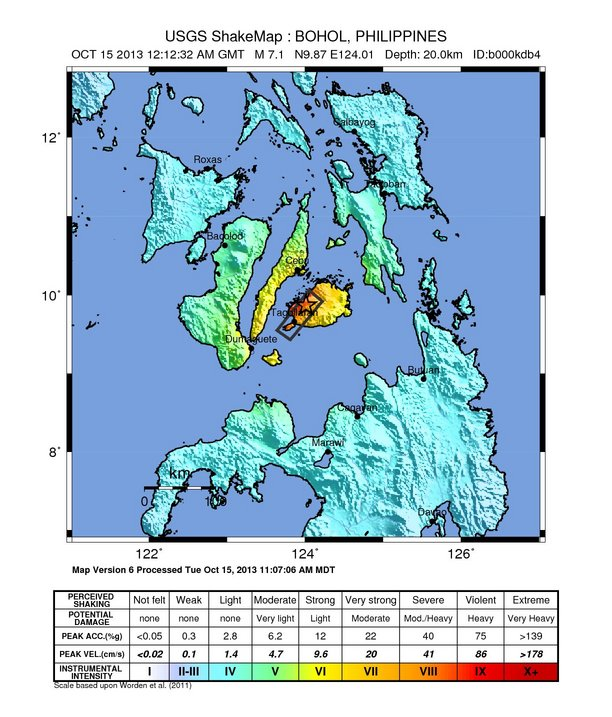
Карта землетрясения
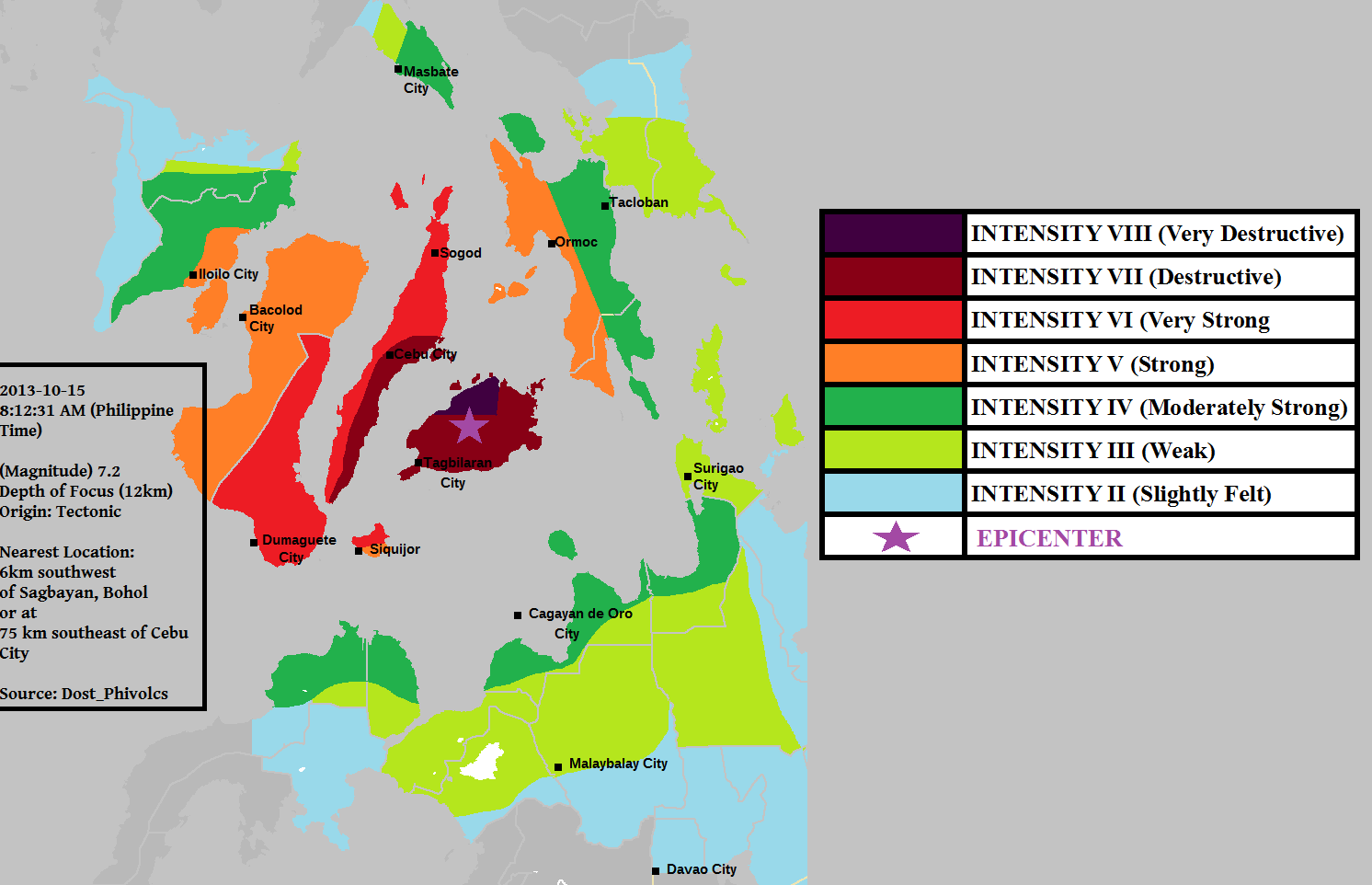
Карта интенсивности землетрясения

### Афтершоки
Подземные толчки продолжали сотрясать Бохоль и Себу в течение нескольких месяцев. К 6 декабря 2013 года было зафиксировано 4026 подземных толчков, 114 из которых были ощутимыми. В число афтершоков были включены подземные толчки магнитудой 5,3, произошедшие в 12:59 26 октября, и ещё одно землетрясение магнитудой 4,8 в 13:28 12 ноября с центром в муниципалитете Сан-Исидро провинции Бохоль.

## Предупреждения
Тихоокеанский центр предупреждения о цунами не сообщал об угрозе цунами в масштабах всего Тихого океана. Геологическая служба США выпустила жёлтое предупреждение, в котором говорилось: «Возможны некоторые жертвы и ущерб, и воздействие должно быть относительно ограниченным. Прошлые жёлтые предупреждения требовали реагирования на местном или региональном уровнях». Гидрографическая и океанографическая служба военно-морских сил Чили сообщила, что землетрясение не затронет национальные или южноамериканские побережья.

## Последствия
Землетрясение произошло, когда Филиппины отмечали исламский праздник Курбан-Байрам. В связи с государственным праздником были закрыты школы, некоторые предприятия и офисы, что помогло сократить число жертв.
В Бохоле и Себу был нанесён ущерб 2,25 миллиарда песо. В общей сложности от землетрясения пострадали 671 103 семьи, или более 3,2 миллиона человек. Из общего числа пострадавших 71 822 семьи, или более 348 000 человек, были перемещены. Погибло 222 человека, 8 пропали без вести и 976 человек получили ранения. В общей сложности было повреждено более 73 000 сооружений, из которых более 14 500 были разрушены.